# Pathanamthitta (Distrikt)
Der Distrikt Pathanamthitta (Malayalam: പത്തനംതിട്ട ജില്ല) ist ein Distrikt im südindischen Bundesstaat Kerala. Verwaltungssitz ist die namensgebende Stadt Pathanamthitta.

## Geografie

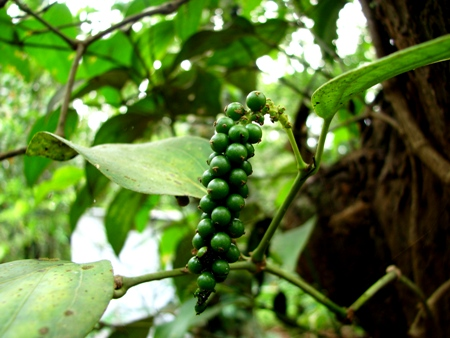
In den Bergwäldern des Distrikts Pathanamthitta wird Pfeffer angebaut

Der Distrikt Pathanamthitta liegt im Binnenland im südlichen Teil Keralas. Seine Fläche beträgt 2.652 Quadratkilometer. Der Distrikt Pathanamthitta grenzt an die Distrikte Kollam im Süden, Alappuzha im Westen, Kottayam und Idukki im Norden sowie Tirunelveli im Osten. Letzterer gehört bereits zum Nachbarbundesstaat Tamil Nadu.
Der westliche Teil des Distrikts Pathanamthitta gehört zum flachen Küstenhinterland. Nach Osten hin steigt die Landschaft über die hügeligen Gebiete im Zentrum des Distrikts bis hin zur Bergkette der Westghats an, welche die natürliche Grenze zu Tamil Nadu bildet. Mehr als die Hälfte des Distriktgebiets ist bewaldet. Im Nordosten des Distrikts Pathanamthitta befindet sich ein Teil des Periyar-Nationalparks.

## Geschichte
Während der britischen Kolonialzeit gehörte das Gebiet des heutigen Distrikts Pathanamthitta zum Fürstenstaat Travancore. Dieser vereinigte sich nach der indischen Unabhängigkeit mit Cochin zur Föderation Travancore-Cochin und vollzog am 1. Juli 1949 den Anschluss an die Indische Union. 1956 wurde Travancore-Cochin im States Reorganisation Act mit dem Distrikt Malabar des Bundesstaates Madras zum neuen Bundesstaat Kerala zusammengelegt. Als eigenständiger Distrikt besteht Pathanamthitta seit dem 1. November 1982, als er durch Vereinigung von Gebieten aus den Distrikten Alappuzha, Idukki und Kollam gegründet wurde.

## Bevölkerung

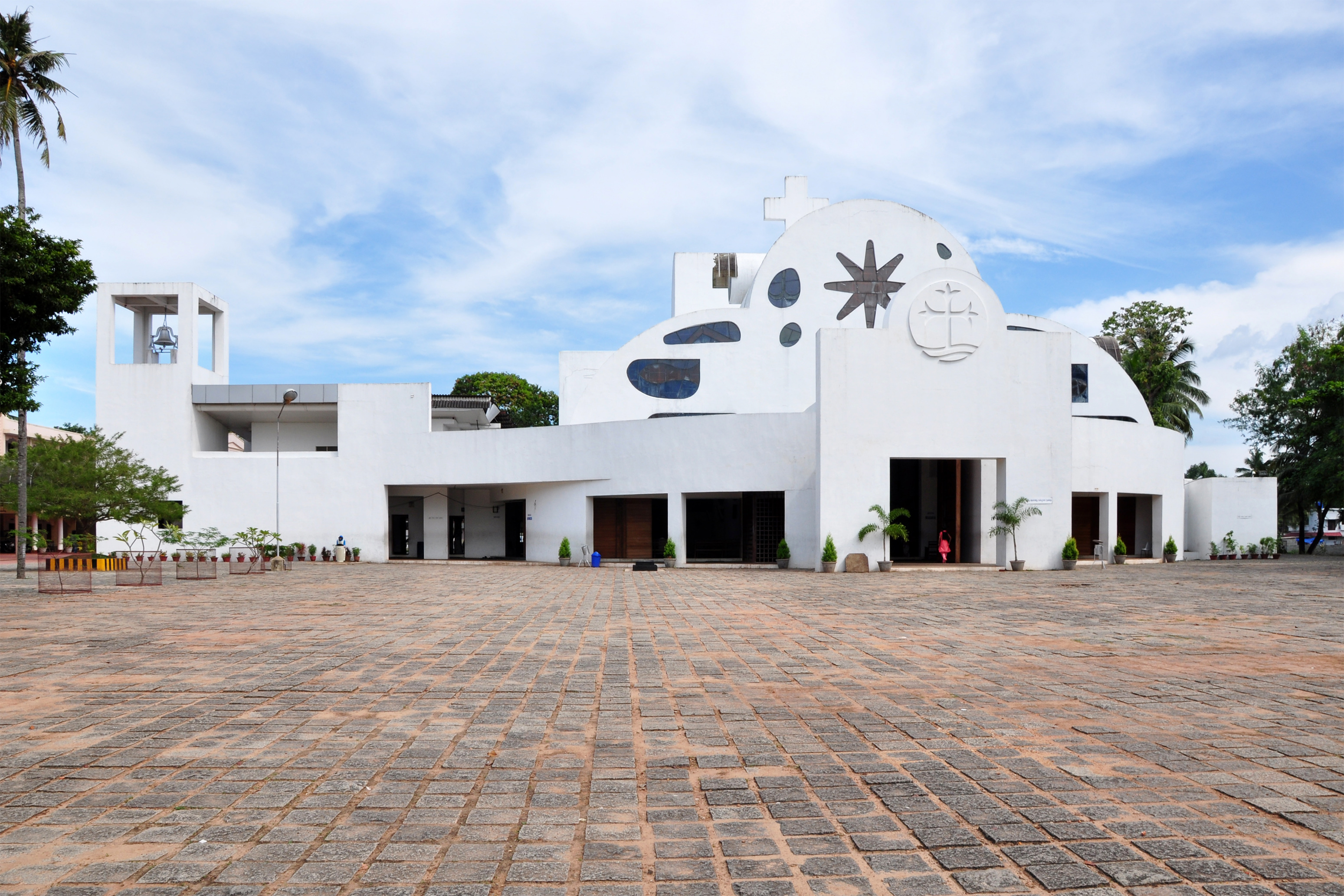
Syrisch-orthodoxe Peter-und-Pauls-Kirche Parumala

Bei der indischen Volkszählung 2011 hatte der Distrikt Pathanamthitta 1.197.412 Einwohner. Er gehört zu den wenigen Gegenden Indiens mit rückläufiger Bevölkerungsentwicklung. Im Vergleich zur letzten Volkszählung 2001 war die Einwohnerzahl um 3 Prozent gesunken, während sie im Vergleichszeitraum in ganz Kerala um fünf Prozent und in Gesamtindien um 18 Prozent anwuchs. Verglichen mit dem Rest Keralas ist der Distrikt Pathanamthitta vergleichsweise dünn besiedelt. Mit 452 Einwohnern pro Quadratkilometer lag die Bevölkerungsdichte 2011 deutlich unter dem Durchschnitt Keralas (860 Einwohner pro Quadratkilometer). Nur 11 Prozent der Bevölkerung lebten in Städten. Auch der Urbanisierungsgrad war damit deutlich niedriger als der Mittelwert des Bundesstaates (48 Prozent). 13,7 Prozent der Einwohner des Distrikts waren Angehörige registrierter niederer Kasten (scheduled castes). Die Alphabetisierungsquote liegt mit 96,5 Prozent noch über dem ohnehin schon hohen Durchschnitt Keralas (94,0 Prozent).
Unter den Einwohnern des Distrikts Pathanamthitta stellten Hindus nach der Volkszählung 2011 mit 56,9 Prozent die Mehrheit. Daneben gab es eine große Minderheit von Christen (38,1 Prozent) sowie eine kleinere Minderheit von Muslimen (4,6 Prozent). Der Distrikt Pathanamthitta gehört damit zu den am stärksten christlich geprägten Gebieten Keralas.
Die Hauptsprache im Distrikt Pathanamthitta ist, wie in ganz Kerala, das Malayalam. Nach der Volkszählung 2001 wurde es von 99 Prozent der Einwohner des Distrikts als Muttersprache gesprochen.

## Religiöse Stätten

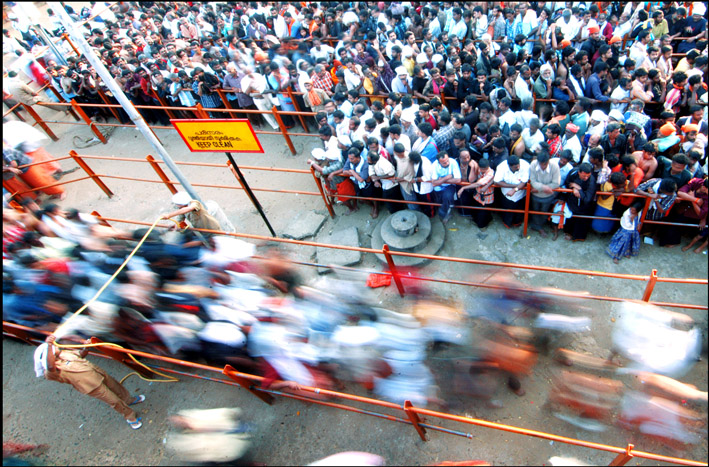
Pilgermengen in Sabarimala

Im Distrikt Pathanamthitta befinden sich mehrere wichtige Stätten unterschiedlicher religiöser Gemeinschaften. In den dicht bewaldeten Bergen 65 Kilometer östlich des Distriktshauptorts Pathanamthitta liegt der hinduistische Wallfahrtsort Sabarimala. Hier wird Ayyappan, eine vornehmlich in Kerala äußerst populäre Regionalgottheit verehrt. Trotz seiner Abgeschiedenheit zieht Sabarimala jährlich mehrere Millionen fast ausschließlich männliche Pilger an.
Thiruvalla, die größte Stadt des Distrikts Pathanamthitta, ist das Zentrum der Mar-Thoma-Kirche, einer reformatorischen Abspaltung der Thomaschristen. Im kleinen Ort Maramon findet jährlich die Maramon Convention der Mar-Thoma-Kirche statt, welche als größte christliche Veranstaltung in Asien gilt.

## Verwaltungsgliederung
Der Distrikt Pathanamthitta ist in fünf Taluks unterteilt:
| Taluk       | Hauptort       | Einwohner (2011) |
| ----------- | -------------- | ---------------- |
| Adoor       | Adoor          | 302.936          |
| Kozhenchery | Pathanamthitta | 338.560          |
| Mallappally | Mallappally    | 134.219          |
| Ranni       | Ranni          | 198.194          |
| Thiruvalla  | Thiruvalla     | 223.503          |

## Städte
| Stadt          | Einwohner (2011) |
| -------------- | ---------------- |
| Adoor          | 29.171           |
| Kozhenchery    | 12.021           |
| Pathanamthitta | 37.538           |
| Thiruvalla     | 52.883           |